# João Fernandes Vieira
João Fernandes Vieira, nascido Francisco de Ornelas (Funchal, c. 1610 – Olinda, 10 de janeiro de 1681), foi um militar e senhor de engenho português, um dos principais líderes nas lutas pela expulsão dos holandeses de Pernambuco.

## Biografia
Apesar das muitas dúvidas e controvérsias acerca da origem de João Fernandes Vieira, um dos heróis da Restauração Pernambucana, pode-se afirmar que nasceu na Ilha da Madeira em 1610, numa época de opressão e de pobreza, em que dominava o governo castelhano.
O historiador português Veríssimo Serrão, recorda que a biografia deste militar:
"(…) se mantém coberta de sombras e que se tornou uma personagem quase lendária da Restauração no Brasil. Nascido ao redor de 1610 na ilha da Madeira, era mulato e de origem humilde. Tendo emigrado para Pernambuco, ali exerceu pequenos mesteres até 1635, quando a proteção dos holandeses lhe fez adquirir alguns meios de fortuna. Pouco depois era senhor de cinco engenhos, exerceu o cargo de vereador de Maurícia e obteve a contratação dos dízimos sobre o pau-brasil e o açúcar."
Conforme o historiador brasileiro Oliveira Lima, "João Fernandes Vieira, apesar de ser de cor, governou Angola e Pernambuco". 

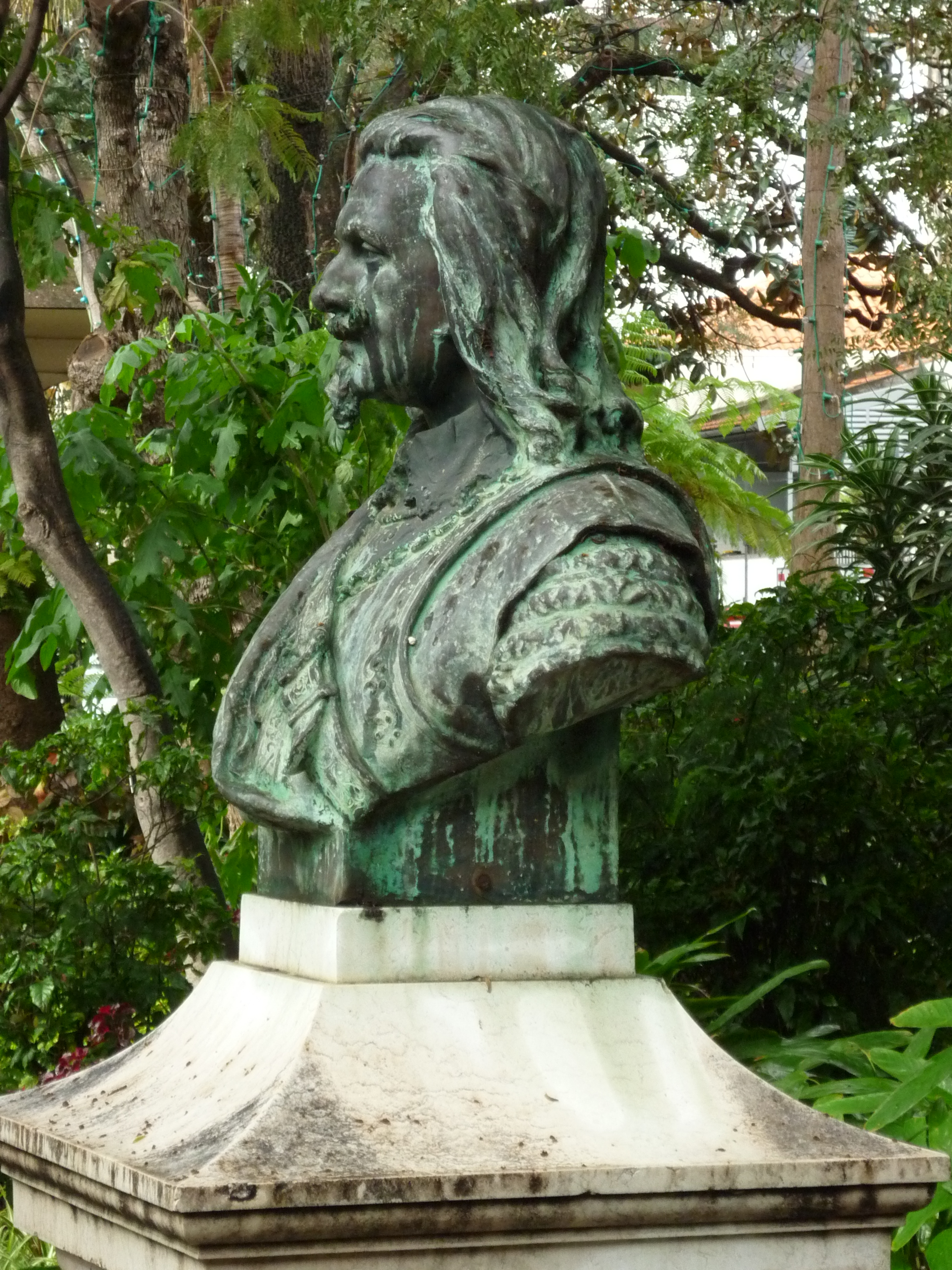
Busto em bronze de João Fernandes Vieira, por Costa Motta (sobrinho), no Funchal.

Já segundo o Nobiliário da Ilha da Madeira, de Henrique Henriques de Noronha, também mencionado na obra de José Antonio Gonsalves de Mello, o verdadeiro nome de Vieira era Francisco de Ornellas, filho segundo do fidalgo Francisco de Ornellas Moniz e de sua esposa D. Antônia Mendes, que, sendo rapaz, fugiu para o Brasil, onde mudou de nome. Teria nascido na capitania de Machico em 1613. Os sobrenomes Fernandes e Vieira homenageavam os seus ancestrais Pedro Vieira, o grande morgado da Ribeira de Machico, e António Fernandes, sesmeiro nas Covas do Faial, no Norte da ilha.
Tradicionalmente, considera-se que chegou à Capitania de Pernambuco, no Brasil, em 1620, possivelmente com menos de dez anos de idade. Humilde, trabalhou no comércio em Olinda, tendo participado, ao lado das forças de Matias de Albuquerque, da resistência à segunda das Invasões holandesas do Brasil em 1630. Poucos anos mais tarde, trabalhava na cidade para um abastado comerciante e senhor de engenho judeu neerlandês, Jacob Stachhouwer, pessoa ligada à Companhia Neerlandesa das Índias Ocidentais (W.I.C.).  No convívio e no trato com os invasores, conhecendo bem Maurício de Nassau, acumulou propriedades rurais, enriqueceu, tornando-se abastado senhor de engenho que, pelos destinos da guerra, veio a perder. 
Em 1639, Vieira já era uma pessoa importante na sociedade pernambucana, tendo sido indicado para o cargo de escabino (membro da Câmara Municipal) de Olinda. Posteriormente, foi escabino de Maurícia (Recife) de julho de 1641 a junho de 1642, sendo reconduzido, no exercício de 1642 a 1643.

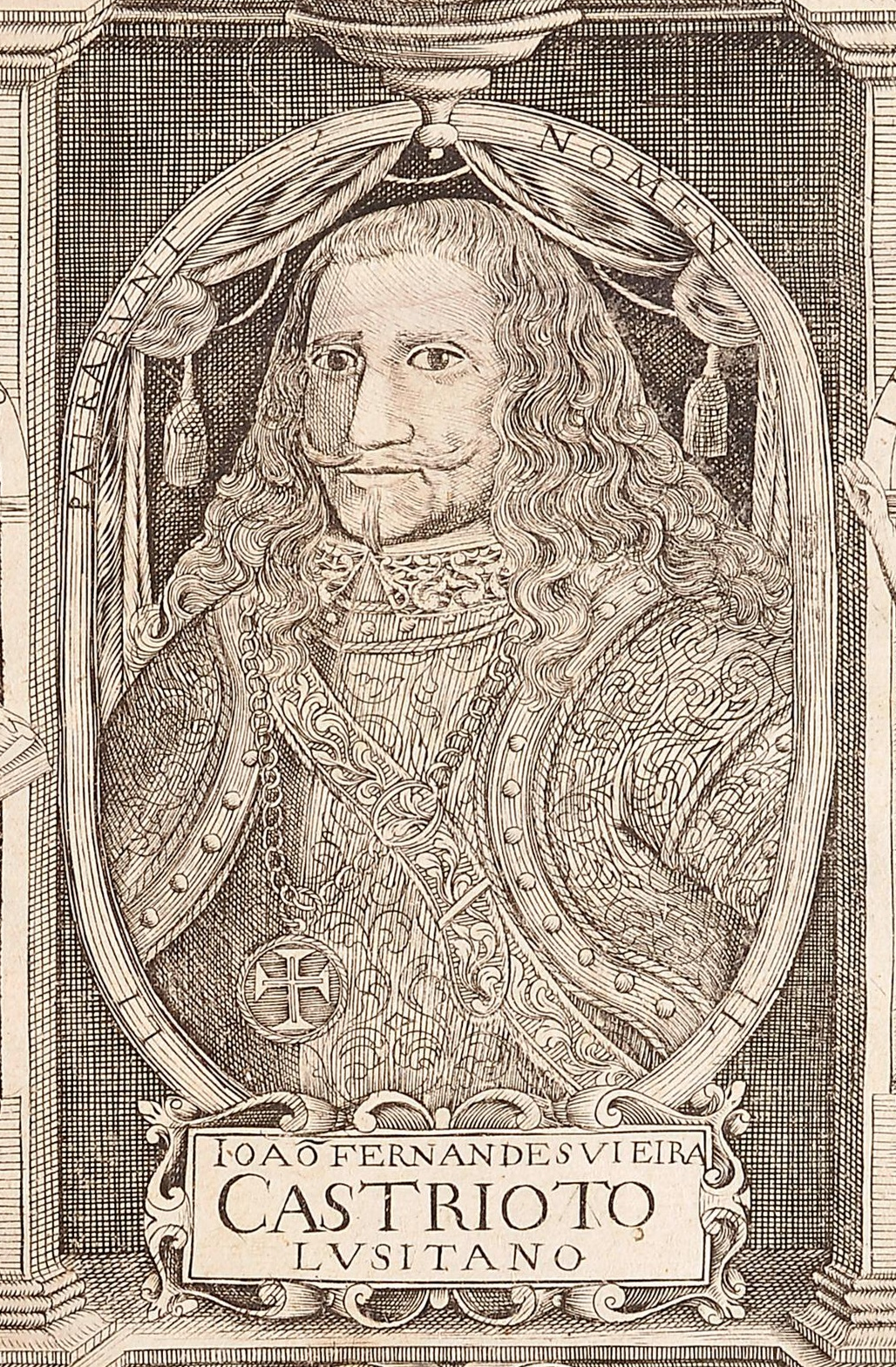
Retrato de João Fernandes Vieira no frontispício do livro laudatório Castrioto Lusitano, 1679, de Frei Rafael de Jesus.

Em 1643, casou-se com Maria César, filha do madeirense Francisco Berenguer de Andrada e de Joana de Albuquerque, descendente de Jerônimo de Albuquerque. Com o casamento, João Fernandes Vieira ingressou definitivamente na aristocracia rural pernambucana.
Ainda de acordo com Veríssimo Serrão:
"(…) em 1642, aumentou os seus bens, e viu-se feito capitão de um Corpo de Ordenanças, continuando a beneficiar de empréstimos da Companhia para manter seus negócios. Ser-lhe-ia, portanto, mais fácil garantir a independência financeira, em vez de obedecer a razões de ordem religiosa para hostilizar os holandeses, como o veio a fazer desde 1644. O seu comportamento posterior, assente em actos de coragem, mostra que Vieira sentiu o ideal da Restauração e o antepôs, com todos os riscos, ao valimento social que auferia em Pernambuco."
Após a partida de Maurício de Nassau do Recife, em 1644, passou a se opôr aos invasores, assumindo a liderança da insurreição de 1645, vindo a receber apoio de seu amigo, o frei Manuel Calado, que do seu púlpito convocou o povo à luta contra os "hereges" e redigiu "O Valeroso Lucideno" (Lisboa, 1648).

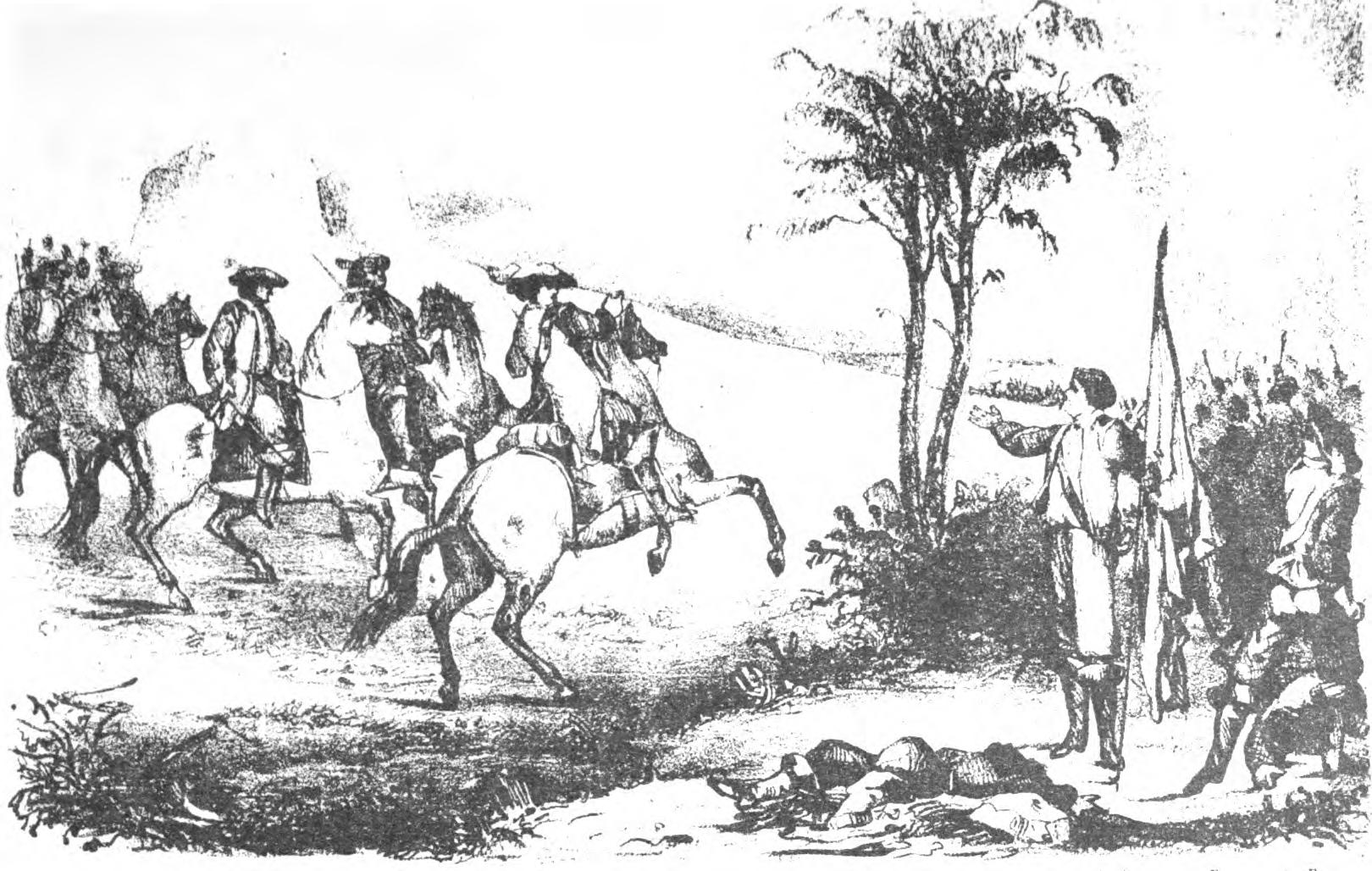
Batalha dos Guararapes.

Em 1645, Vieira foi o primeiro signatário do pacto então selado - no qual figura o vocábulo pátria pela primeira vez utilizado em terras brasileiras. Na função de mestre de campo, comandou o mais poderoso terço do Exército Patriota nas duas batalhas dos Guararapes (1648 e 1649). Por seus feitos, foi aclamado Chefe Supremo da Revolução e Governador da Guerra da Liberdade e da Restauração de Pernambuco.
Os principais chefes militares do movimento de restauração de Pernambuco contra o domínio holandês foram, além de Vieira, André Vidal de Negreiros; Antônio Filipe Camarão, à frente dos índios da costa do Nordeste; Henrique Dias, no comando de pretos, crioulos e mulatos; e o capitão Antônio Dias Cardoso, tendo-se transformando em heróis do imaginário nativista pernambucano. A "guerra da liberdade divina", nas palavras do padre Antônio Vieira, durou nove anos, sendo de assinalar que o governador de Pernambuco, António Teles da Silva, dava apoio encoberto à revolta, enquanto os holandeses pensavam que se tratava apenas de uma sublevação na capitania de Pernambuco. A diplomacia de Dom João IV de Portugal, entretanto, tentava, na Europa, não indispor a Holanda. O que ocorria no Recife não tinha o apoio da Coroa, por isso o conflito entre o governador e os colonos revoltados, na primavera de 1646. Antônio Teles da Silva chegou a ser mandado regressar a Lisboa, onde esteve detido em São Gião como colaborador dos movimentos de Pernambuco, mas, aproveitando da vitória de Tabocas, foi possível recuperar outras zonas em poder dos holandeses: os fortes de Sergipe, do rio São Francisco, do Porto Calvo, de Serinhaém e de Nazaré.
Com a paz, após 1654, Fernandes Vieira recuperou os seus bens e, entre outros cargos, foi nomeado Governador e Capitão-Geral da Capitania da Paraíba (1655-57). Mais tarde, foi nomeado governador e Capitão-general de Angola (1658-61). Exerceu também o cargo de Superintendente das Fortificações do Nordeste do Brasil, de 1661 a 1681.

## Heróis da Pátria

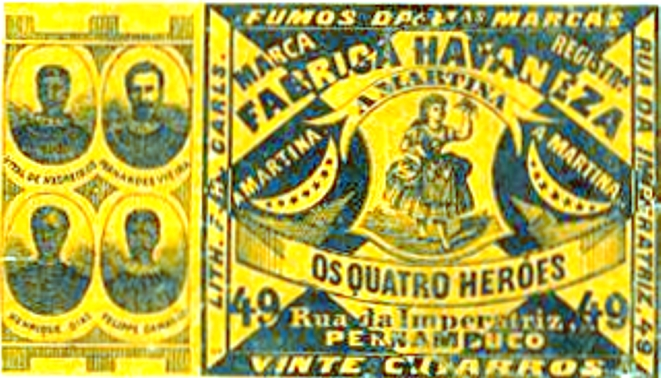
Litografia em rótulo de cigarro com os quatro heróis da Insurreição Pernambucana: André Vidal de Negreiros, Fernandes Vieira, Henrique Dias e Filipe Camarão.

Em 6 de agosto de 2012, a Lei Federal nº 12.701, reconhecendo sua importância na história do país, determinou que o nome de João Fernandes Vieira fosse inscrito no Livro de Heróis da Pátria (conhecido como "Livro de Aço"), depositado no Panteão da Pátria e da Liberdade Tancredo Neves, um cenotáfio que homenageia os heróis nacionais localizado na Praça dos Três Poderes, em Brasília. Falta apenas o respectivo cunhamento do nome no Livro.